# Alexander Schleicher
Die Alexander Schleicher GmbH & Co. ist ein deutscher Segelflugzeughersteller mit Hauptsitz in Poppenhausen (Wasserkuppe) im Landkreis Fulda in Hessen. Das Unternehmen hat etwa 105 Mitarbeiter und stellt rund 90 bis 100 Segelflugzeuge im Jahr her. 65 % der Flugzeuge werden exportiert.

## Geschichte
Nach Ausbildung, Wanderschaft und einer Anstellung bei der Weltensegler GmbH auf der Wasserkuppe gründete der gelernte Tischler Alexander Schleicher (1901–1968) 1927 das Werk in Poppenhausen. Mit einem selbstgefertigten „Hol’s der Teufel“ gewann Schleicher den Schulungswettbewerb des Rhön-Segelflugwettbewerbs 1927. Das Preisgeld bildete den Grundstock für den Erwerb eigener Werkstatträume. Auch 1928 nahm er am Rhön-Segelflugwettbewerb teil. Das noch heute genutzte Gelände am Huhnrain in Poppenhausen wurde 1931 bezogen. In den Folgejahren fertigte der unter dem Namen Segelflugzeugbau „Rhön“ Alexander Schleicher firmierende Betrieb hauptsächlich Flugzeuge der Konstrukteure Alexander Lippisch und Hans Jacobs in Serie, sowie Einzelanfertigungen wie den Forschungssegler „OBS“ der Rhön-Rossitten-Gesellschaft.
Das Unternehmen zählte im Jahre 1936 50 Mitarbeiter. Im Jahr 1939 waren es bereits 120 Mitarbeiter. Nach Kriegsbeginn baute die Firma weiterhin Segelflugzeuge für NSFK und Luftwaffe und diente als Reparaturbetrieb. Ab 1943 wurden sogenannte „Kunz-Schuler“, Bodenübungsgeräte, die in der Anfängerschulung eingesetzt wurden, im Auftrag des Reichsluftfahrtministeriums gebaut.

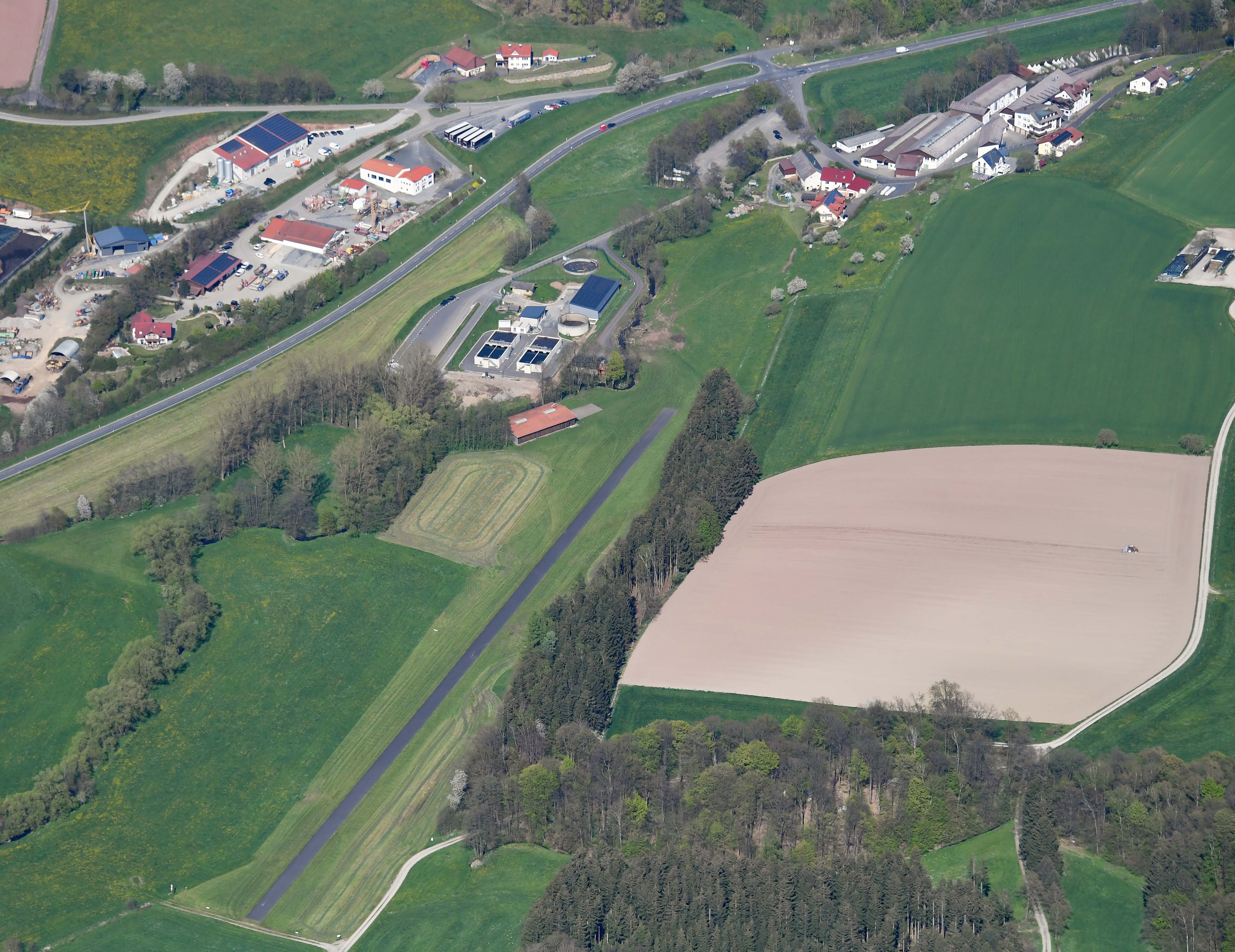
Blick auf das Segelfluggelände Huhnrain bei Poppenhausen, dem Werksflugplatz der Firma Schleicher, mit dem Werksgelände oben rechts im Bild

Nach Kriegsende durften zwischen 1945 und 1951 keine Flugzeuge mehr hergestellt werden, sodass zunächst Möbel gebaut wurden. Mit der absehbaren Wiederfreigabe des Segelflug begann man auch bei Schleicher wieder mit dem Bau von Flugzeugen. Zunächst beschränkte man sich jedoch auf Lizenzbauten, um das finanzielle Risiko für die Firma gering zu halten. Zunächst wurden bis 1955 insgesamt 34 Grunau Baby der Baureihen IIb (21 Stück) und III (13 Stück) gefertigt, sowie acht Exemplare des von Edmund Schneider neu entworfenen Doppelsitzers ES 49. Als erstes Leistungssegelflugzeug fertigte Schleicher sieben Exemplare des Condor IV, einer doppelsitzigen Version des von Heini Dittmar konstruierten Condor III aus der Vorkriegszeit. Mit der Rhönlerche I wurde 1953 das letzte von Firmengründer Alexander Schleicher persönlich konstruierte Flugzeug gefertigt. Der offene, doppelsitzige Schulgleiter blieb jedoch ein Einzelstück.
Rudolf Kaiser trat 1952 als Flugzeugkonstrukteur in das Unternehmen ein.
Im Jahr 1963 begann Gerhard Waibel, GfK-Flugzeuge zu entwickeln. Martin Heide erweiterte 1981 als weiterer Flugzeugkonstrukteur das Unternehmen.
Die Zufahrtsstraße zum Firmengelände wurde 2003 in Alexander-Schleicher-Straße umbenannt. Gerhard Waibel trat im selben Jahre nach 39 Jahren in den Ruhestand.
Viele dieser Flugzeuge waren Meilensteine der Segelflugzeug-Entwicklung und wurden für Rekordflüge verwendet, so flog zum Beispiel Hans-Werner Grosse mit der ASW 12 am 25. April 1972 von Lübeck nach Biarritz in Frankreich mit 1460 km einen neuen Strecken-Weltrekord für Segelflugzeuge.
Als Werksflugplatz wird das Segelfluggelände Huhnrain bei Poppenhausen genutzt.

## Flugzeugtypen (ab 1952)

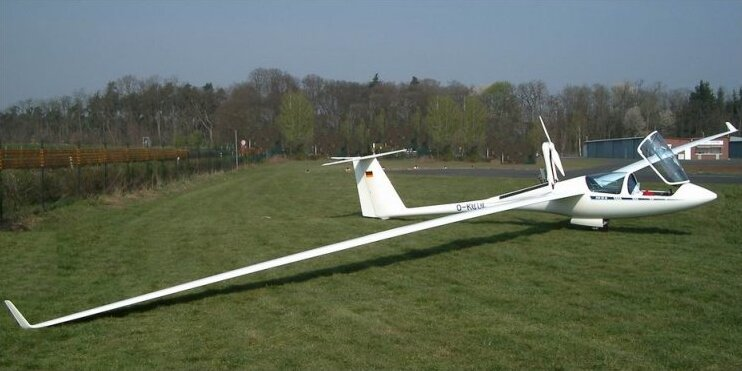
ASH 25.

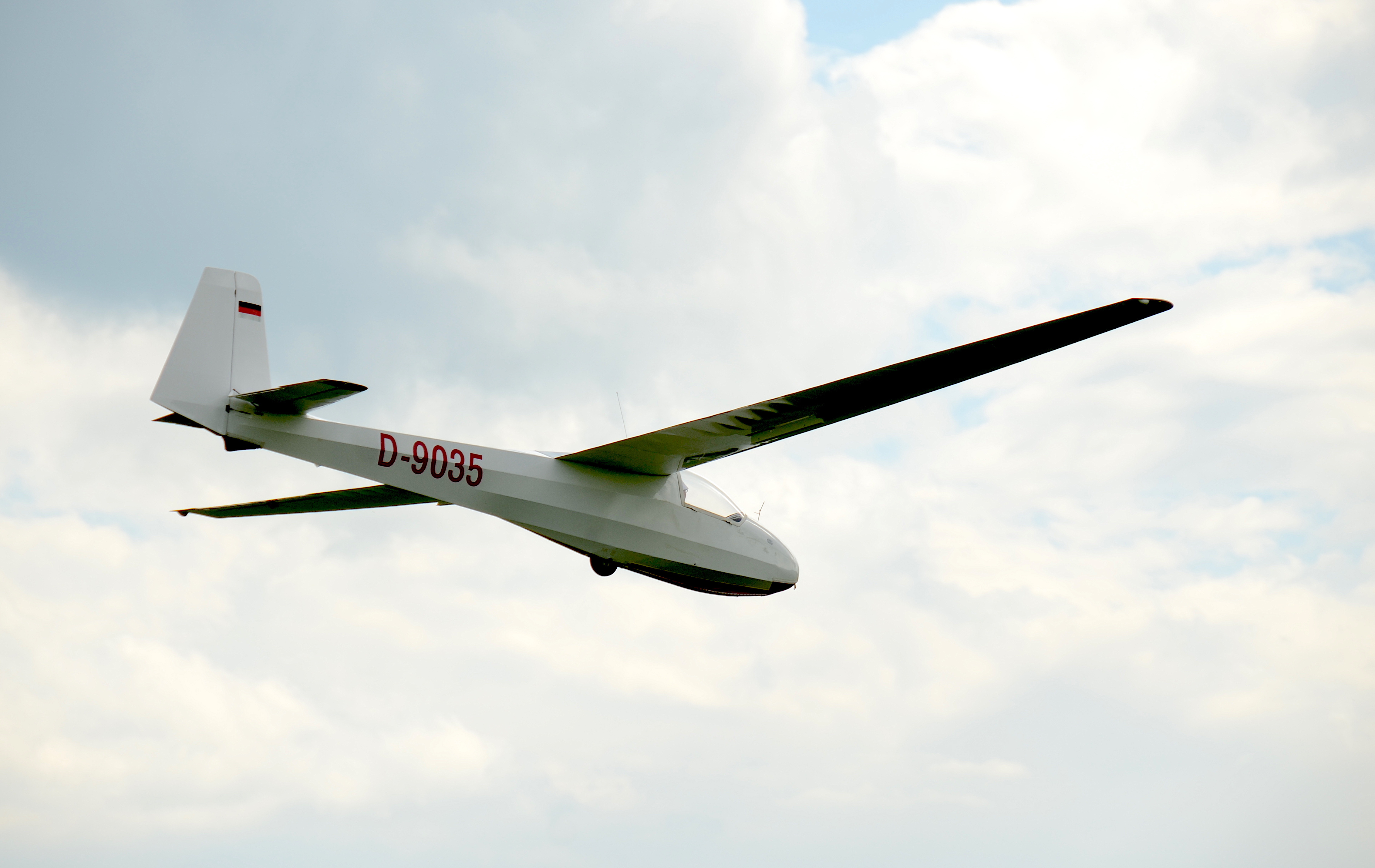
K 8 D-9035

(siehe auch: Liste von bei Schleicher hergestellten Flugzeugtypen)

### Einsitzer
- Schleicher Ka 1 Rhönlaus
- Schleicher Ka 3
- Schleicher Ka 6, auch als Ka 6 B, Ka 6 BR, Ka 6 BR-Pe, Ka 6 C, Ka 6 CR, Ka 6 CR-Pe, Ka 6 BR-S, K 6 E
- Schleicher K 8, auch als K 8 A, K 8 B
- Schleicher K 9
- Schleicher K 10
- Schleicher K 11 Motorsegler, es wurde nur ein Prototyp als Entwicklungsstudie für die ASK 14 gebaut.
- Schleicher ASW 12
- Schleicher ASK 14 Motorsegler
- Schleicher ASW 15, auch als ASW 15B
- Schleicher ASW 17
- Schleicher ASK 18
- Schleicher ASW 19, auch als ASW 19B
- Schleicher ASW 20, auch als ASW 20B, L und top
- Schleicher ASW 22, auch als B, BL, BLE (Offene Klasse)
- Schleicher ASK 23
- Schleicher ASW 24, auch mit Motor als ASW 24E
- Schleicher ASH 26, auch mit Motor als ASH 26E
- Schleicher ASW 27
- Schleicher ASW 28, auch als ASW 28-18 und mit Motor als 28-18 E
- Schleicher ASG 29, mit Motor als Heimkehrhilfe als ASG 29E
- Schleicher ASH 31 Mi
- Schleicher AS 33
- Schleicher AS 34 Me, eine eigenstartfähige Weiterentwicklung der ASW 28 mit Elektroantrieb

### Doppelsitzer

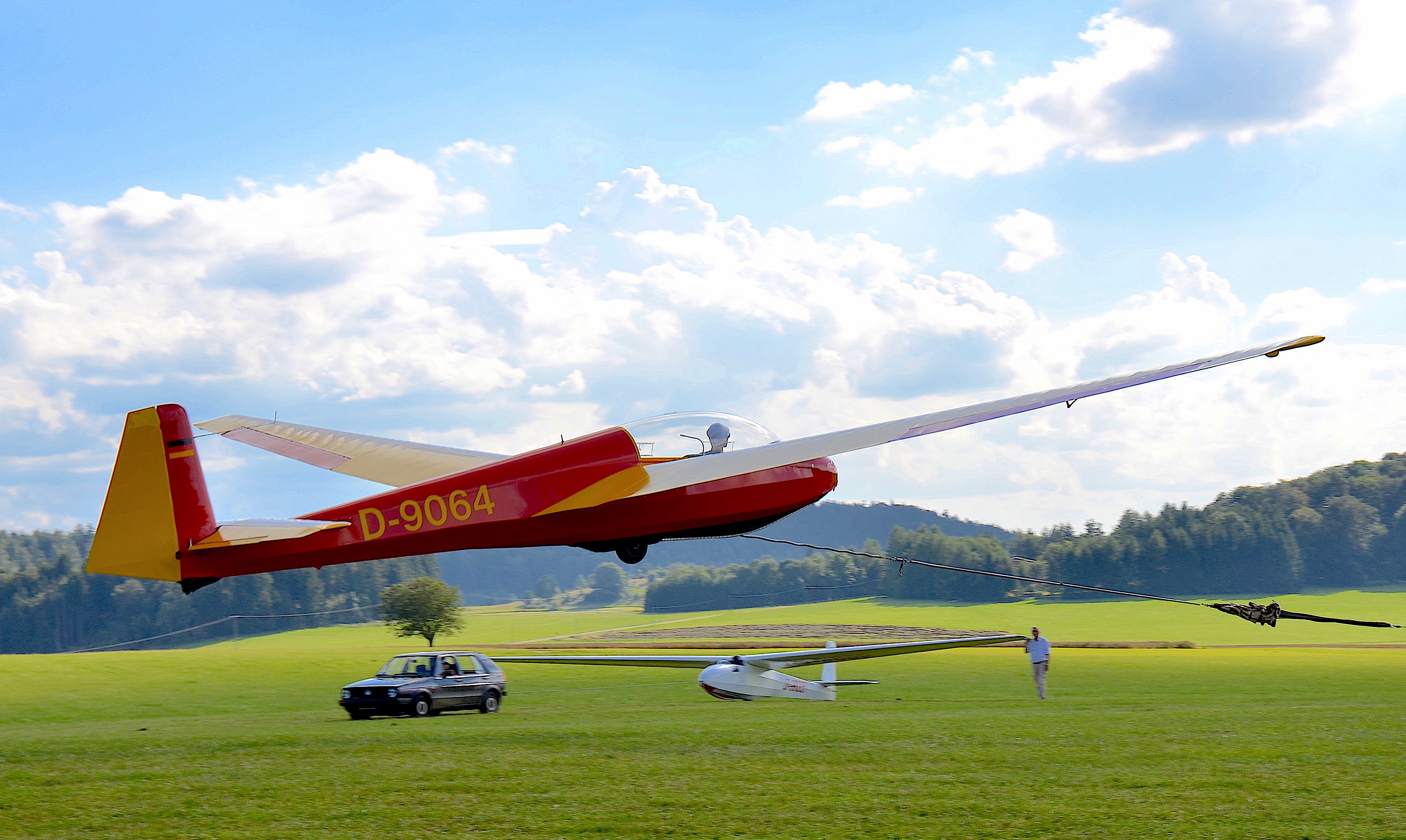
Start einer ASK 13

- Schleicher Ka 2 Rhönschwalbe, auch als K2b
- Schleicher Ka 4 Rhönlerche
- Schleicher K 7 Rhönadler
- Schleicher ASK 13
- Schleicher ASK 16 Motorsegler
- Schleicher ASK 21, auch mit Motor als ASK 21 Mi
- Schleicher ASW 22-2, Prototyp der ASH 25 (Offene Klasse)
- Schleicher ASH 25, auch mit Motor als ASH 25E, M und Mi oder als ASH25 EB27 und ASH25 EB28
- Schleicher ASH 30 Mi
- Schleicher ASG 32, auch eigenstartfähig als ASG 32Mi und mit Elektro-Heimkehrhilfe ASG 32EL

### Namensgebung
Die Namen der Flugzeugtypen werden seit der Einführung der ASW 12 stets als Akronym nach dem gleichen Muster vergeben: AS für Alexander Schleicher, gefolgt vom Anfangsbuchstaben des Namens des Flugzeugkonstrukteurs. Bei der Zahl handelt es sich um die fortlaufende Nummerierung der Flugzeugtypen. So wurden die ASK-Modelle von Rudolf Kaiser, die ASW-Modelle von Gerhard Waibel, die ASH-Modelle von Martin Heide und die ASG-Modelle von Michael Greiner entwickelt. Erst bei den Typen AS33 und AS34Me wird auf die Nennung des Konstrukteurs verzichtet, da nunmehr die Konstruktion im Team ausgeführt wird.